# Atrofia girata della coroide e della retina
Per atrofia girata della coroide e della retina in campo medico, si intende una rara malattia autosomica recessiva, spesso correlata ad altre malattie metaboliche come nel caso del deficit di ornitina aminotransferasi (tipo I e tipo II). Essa produce danni irreparabili alle componenti dell’occhio quali la coroide e retina; il fattore scatenante di tale malattia è l'accumulo dell’amminoacido ornitina. È importante che la malattia sia diagnosticata al più presto nei bambini in quanto, con la dovuta alimentazione, possa venire trattata in tempo.

## Epidemiologia
La patologia è più diffusa in età infantile tra i 0 e i 6 anni.

## Sintomatologia
L'esordio avviene nel periodo neonatale con coma iperammoniemico, anche se i livelli normali di ammonemia sono ristabiliti rapidamente e definitivamente subito dopo. L'espressione clinica principale è l'atrofia convoluta della coroide e della retina, che insorge durante l'infanzia con miopia e cecità notturna, seguite dal restringimento concentrico del campo visivo e l'aspetto molto particolare della retinopatia del fondo dell'occhio.
Abbastanza spesso, il sintomo di presentazione della carenza di ornitina aminotransferasi (OAT) è la miopia che progredisce fino alla cecità notturna. L'inizio della miopia è spesso nella prima infanzia. I reperti oftalmologici negli individui affetti includono campi visivi ristretti, cataratta subcapsulare posteriore (può iniziare nella tarda adolescenza), soglie di adattamento al buio elevate e risposte elettroretinografiche ridotte o assenti. I sintomi della carenza di OAT sono progressivi e tra i 45 e i 65 anni la maggior parte degli individui colpiti è quasi completamente cieca.
In alcuni casi, gli individui affetti presenteranno nel periodo neonatale una malattia che imita da vicino un classico difetto del ciclo dell'urea, come il deficit di ornitina transcarbamilasi, poiché il blocco nel metabolismo dell'ornitina porta a una disfunzione secondaria del ciclo dell'urea. Questi individui presentano iperammoniemia, scarsa alimentazione, ritardo della crescita e aumento dell'escrezione di acido orotico.

## Genetica
La carenza di OAT è ereditata in modo autosomico recessivo, il che significa che un individuo affetto deve ereditare un allele mutato da entrambi i genitori. L'enzima, ornitina aminotransferasi, è codificato dal gene OAT, situato a 10q26. La carenza di OAT ha un'incidenza maggiore in Finlandia, e questa popolazione ha una mutazione comune che rappresenta oltre l'85% degli alleli mutanti in questa popolazione. Non è stata descritta in nessun'altra popolazione.

## Diagnosi
In caso di sospetto clinico, i test diagnostici consisteranno spesso nella misurazione delle concentrazioni di aminoacidi nel plasma, alla ricerca di una concentrazione di ornitina significativamente elevata. Talvolta è necessaria la misurazione delle concentrazioni di aminoacidi nelle urine, in particolare nei casi di esordio neonatale per identificare la presenza o l'assenza di omocitrullina per escludere il deficit di ornitina traslocasi (iperornitinemia, iperammoniemia, sindrome da omocitrullinuria, sindrome HHH).  Le concentrazioni di ornitina possono essere un indicatore inaffidabile nel periodo neonatale, quindi lo screening neonatale potrebbe non rilevare questa condizione, anche se l'ornitina è inclusa nel pannello di screening. I test enzimatici per misurare l'attività dell'ornitina aminotransferasi possono essere eseguiti da fibroblasti o linfoblasti per conferma o durante il periodo neonatale quando i risultati dei test biochimici non sono chiari. Un'altra opzione è il test genetico molecolare.

## Terapia
Risulta utile, in alcuni casi, un supplemento vitaminico con la vitamina B6 Per ridurre i livelli di ornitina nel sangue, è stata utilizzata una dieta a ridotto contenuto di arginina. Alcune ricerche hanno dimostrato che quando la dieta o altri trattamenti vengono iniziati presto nella vita, il risultato può essere migliorato.